# 4340 Денс
4340 Денс (4340 Dence) — астероїд головного поясу, відкритий 4 травня 1986 року.
Тіссеранів параметр щодо Юпітера — 3,368.